# Igreja do Bom Jesus da Cruz
A Igreja do Bom Jesus da Cruz, também designada por Igreja do Senhor da Cruz ou Igreja das Cruzes, localiza-se na freguesia de Barcelos, Vila Boa e Vila Frescainha (São Martinho e São Pedro), cidade e município de Barcelos, distrito de Braga, em Portugal.
Constitui um dos mais notáveis exemplares de arquitetura barroca de influência italiana no país.[carece de fontes?]
Encontra-se classificada como Imóvel de Interesse Público desde 1958.

## História
A sua origem está ligada ao chamado "Milagre da Cruz", prodígio religioso ocorrido em 20 de dezembro de 1504, ligado ao surgimento de uma cruz negra no carvalhal do "Campo da Feira". Com o intuito de proteger essa cruz, foi erguido um pequeno templo de planta quadrada, coberto por uma abóbada e aberto por quatro arcos. Em data incerta, os arcos foram fechados e ao seu redor erguida uma arcaria coberta com telhado.
Em 1698 o arcebispo de Braga, D. João (IX) de Sousa organizou um pequeno concurso para a traça de uma nova igreja que substituiria a construção quinhentista. Em 1701 apresentam trabalhos o arquiteto lisboeta João Antunes (duas plantas], e o arquiteto nortenho Manuel Fernandes da Silva (três plantas). Todos os projetos previam uma igreja de planta centralizada, o que corresponde a uma tradição pré-medieval ainda em vigor de assinalar lugares especiais ou sagrados com ermidas de planta deste tipo. Foi escolhida uma das propostas de João Antunes e a construção iniciou-se em 1705, tendo sido aberta ao culto em 1710.

## Características
É um templo em estilo barroco, com planta centrada em cruz grega recoberto por cúpula.
Internamente apresenta paredes revestidas com painéis de azulejos azuis e brancos, com cenas da Via Sacra e motivos vegetais (da autoria de João Neto, de Lisboa), e talha dourada (essencialmente da autoria do escultor e entalhador barcelense Miguel Coelho). Nele se destaca ainda a imagem do padroeiro, o Senhor Bom Jesus da Cruz, uma escultura quase em tamanho natural em madeira de carvalho, exemplar de arte flamenga do início do século XVI. Apenas o rosto e as mãos da imagem estão pintados.